# Serpentine
Serpentine es una novela corta de fantasía escrita por Philip Pullman. Transcurre cronológicamente después de los eventos ocurridos en La Materia Oscura y El Oxford de Lyra, así como antes de La Comunidad Secreta, segunda entrega de la trilogía El Libro de la Oscuridad. Narra el regreso de Lyra Lenguadeplata y su daimonion Pan a Trollesund en busca de respuestas sobre su “separación”.

## Origen
Inicialmente, este relato fue escrito por sugerencia del director del Teatro Nacional, Nicholas Hytner, quien pidió a Pullman una contribución que pudiera ser subastada en una gala de recaudación de fondos en el año 2004. Pullman aceptó el encargo, redactando un manuscrito de esta historia y un texto final mecanografiado que fueron subastados y obtenidos por Glenn y Phyllida Earles.
Durante dieciséis años, la novela quedó sin publicar; no obstante, Pullman cambió de parecer cuando escribió La Comunidad Secreta, pensando que este relato ayudaría a entender mejor la complicada relación entre Lyra y Pan en aquella historia. Como resultado, Serpentine fue publicado en octubre de 2020, con numerosas ilustraciones de Tom Duxbury. Asimismo, fue estrenada una versión en audiolibro narrada por la actriz británica Olivia Colman.

## Argumento
Tres años después de los eventos ocurridos en El Catalejo Lacado (y uno desde El Oxford de Lyra), Lyra y Pan regresan a Trollesund, donde el Jordan College está llevando a cabo una excavación arqueológica sobre antiguos asentamientos proto-pescadores. En ese tiempo, la relación entre Lyra y Pan se ha vuelto distante. Tras su breve separación en la Tierra de los Muertos, Pan ha conseguido la capacidad de alejarse físicamente de Lyra y pasa cada vez más tiempo sólo, mientras Lyra todavía se siente culpable por abandonarlo en aquel mundo, temerosa de hablar abiertamente del tema con Pan.
Aprovechando una visita al pueblo en busca de provisiones, Lyra decide visitar al Dr. Lanselius, cónsul de las brujas, a fin de entender mejor su separación física con Pan. Una vez allí, mientras Pan está distraído explorando el jardín de la casa, Lanselius revela a Lyra que, para poder separarse de sus daimonions, las brujas deben viajar a las ruinas de una antigua ciudad de Siberia; si bien, éstos acaban sintiéndose traicionados por aquella acción. Este fue el caso de Serafina Pekkala, cuyo daimonion, Kaisa, estuvo enfadada con ella durante mucho tiempo, aunque finalmente fue capaz de seguir adelante por la paciencia y esfuerzos de Serafina. Entristecida, pero aliviada en cierta forma por las palabras de Lanselius, Lyra se despide de él y regresa al campamento acomodándose en la parte trasera de un remolque.
Durante el recorrido, Pan revela a Lyra que estuvo hablando con el daimonion del Dr. Lanselius en el jardín mientras ellos dos conversaban en el interior de la casa. Lyra se percata entonces de que el Dr. Lanselius y su daimonion poseen la capacidad de separarse, igual que ellos. A medida que la conversación continúa, la tensión entre Lyra y Pan vuelve a surgir. Lyra se lamenta de que ella y Pan ya no confíen el uno en el otro, reconociendo al fin la culpabilidad que siente por abandonarlo en la Tierra de los Muertos y el miedo que tenía de hablar con él por temor a hacerle daño. 
Reflexionando sobre su relación, Pan y Lyra recuerdan a John, un portero del Gabriel College que no hablaba nunca con su daimonion, ni éste con él, lo que provocó que ambos vivieran infelices el uno con el otro. Pensativo sobre esto, Pan decide hacer un esfuerzo y finalmente confiesa a Lyra lo que tanto quería saber: qué pasó con él cuando se separaron en la Tierra de los Muertos. Según Pan, tanto él como Kirjava (el daimonion de Will) cayeron en un río que descendía hacia una cascada, pero pudieron salvarse porque se tenían el uno al otro. Lyra interpreta que ese hecho tuvo que ocurrir a la vez que ella caía hacia el Abismo, donde fue salvada por Alas Airosas. Reconfortados por haberse comunicado al fin después de tanto tiempo, Lyra y Pan vuelven a sentirse cómodos el uno con el otro, acurrucándose juntos entre las mantas del remolque. Lyra reflexiona sobre lo afortunada que es de tener a Pan como daimonion y lo orgullosa que se siente de él, antes de quedarse dormida a su lado.